# Partido Popular Bávaro
El Partido Popular Bávaro (en alemán: Bayerische Volkspartei, abreviado BVP) fue un partido político regionalista y conservador que existió durante la República de Weimar. Estaba considerado un partido de centroderecha.

## Historia
Fue fundado a finales de 1919 como una escisión del Partido del Centro. Aunque el BVP se fundó con un planteamiento regionalista bávaro, sí mantuvo la ideología católica, conservadora y moderada de su partido matriz. Fue el partido más votado en Baviera a lo largo de toda la República de Weimar, formando parte de todos los gobiernos regionales del periodo. Su representación en el Reichstag se mantuvo bastante inalterable, oscilando entre los 16 y los 22 diputados. Uno de los principales miembros del partido fue Heinrich Held, que a su vez fue ministro-presidente de Baviera.
Tras la toma del poder por los nazis, aunque inicialmente el BVP no se opuso al nuevo gobierno, también acabaría desapareciendo; el 5 de julio de 1933 el partido fue ilegalizado por el gobierno de Adolf Hitler, junto con el gobierno regional.

## Resultados electorales

### Elecciones al Landtag de Baviera
|  | 34.99 % |

|  | 39.39 % |

|  | 32.84 % |

|  | 31.57 % |

|  | 32.55 % |

### Elecciones federales
| Año       | Votos           | %    | Escaños | +/- | Resultado                            |
| --------- | --------------- | ---- | ------- | --- | ------------------------------------ |
| 1920      | 1.173.344 (#7)  | 4,16 | 20/459  |     | Coalición (SPD-Zentrum-DDP-BVP)      |
| May.-1924 | 946.648 (#8)    | 3,23 | 16/472  | 4   | Bloqueo parlamentario                |
| Dic.-1924 | 1.134.035 (#7)  | 3,74 | 19/493  | 3   | Coalición (DNVP-Zentrum-DVP-DDP-BVP) |
| 1928      | 945.644 (#8)    | 3,07 | 17/491  | 2   | Coalición (SPD-Zentrum-DDP-BVP)      |
| 1930      | 1.058.637 (#10) | 3,03 | 19/577  | 2   | Bloqueo parlamentario                |
| Jul.-1932 | 1.192.684 (#6)  | 3,23 | 22/608  | 3   | Bloqueo parlamentario                |
| Nov.-1932 | 1.094.597 (#6)  | 3,09 | 20/584  | 2   | Bloqueo parlamentario                |
| Mar.-1933 | 1.073.552 (#6)  | 2,73 | 19/647  | 1   | Oposición                            |